# Station Trois-Ponts
Station Trois-Ponts is een spoorwegstation langs spoorlijn 42 in de gemeente Trois-Ponts.
De loketten van Trois-Ponts werden op 30 juni 2005 gesloten.
Het stationsgebouw werd opgetrokken in bruine natuursteen, dezelfde steen die werd gebruikt voor de tunnelportalen van de tunnel van Trois-Ponts.

## Treindienst
| Serie       | Treinsoort             | Route | Bijzonderheden                                                                                                  |
| ----------- | ---------------------- | --- | --- |
| IC 33       | Intercity (NMBS / CFL) | Liers – Luik-Guillemins – Trois-Ponts – Gouvy – Luxemburg                                                              | Rijdt in het weekend 1×/2u. tussen Liers - Luxemburg.                                                           |
| P 7480/8480 | Piekuurtrein (NMBS)    | [ Hoei – Namen ] / [ Herstal – Luik-Sint-Lambertus – Luik-Guillemins – [ Rivage – Trois-Ponts – Gouvy ] / [ Statte ] ] | Rijdt alleen op werkdagen. Een trein vanuit Herstal naar Gouvy. Twee treinen per richting tussen Hoei en Namen. |

## Galerij

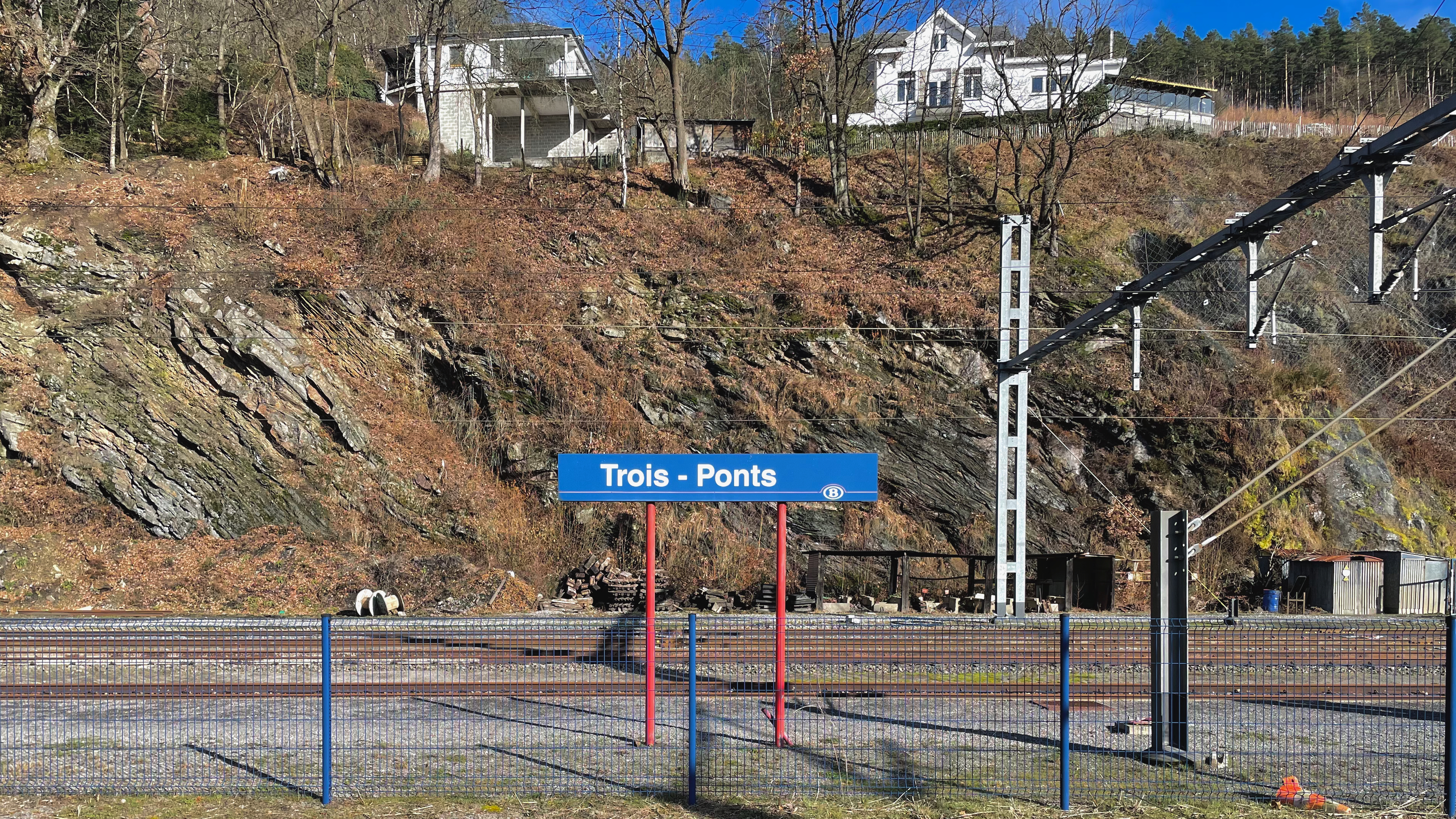
Plaatsnaambord
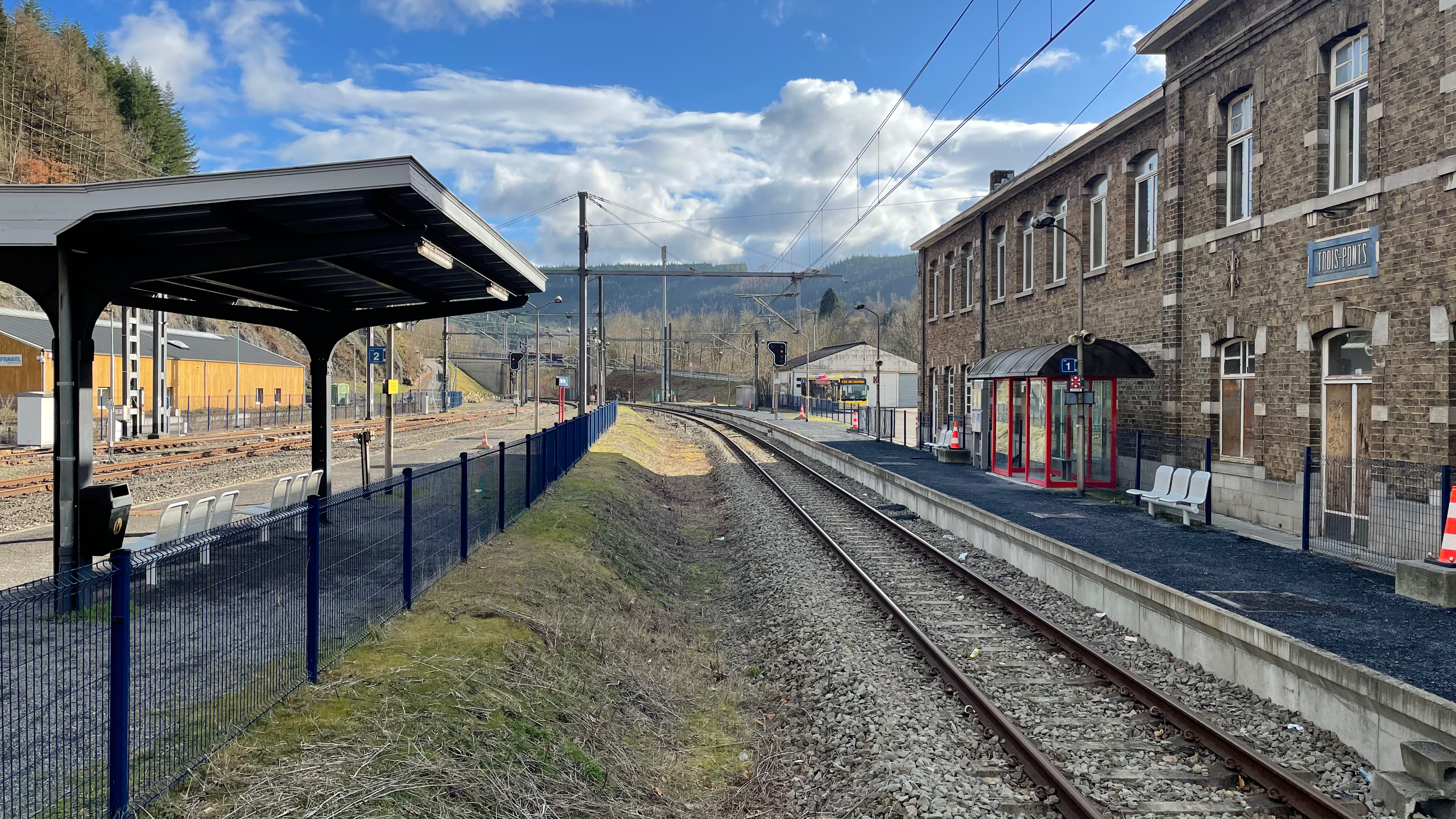
Zicht op het perron
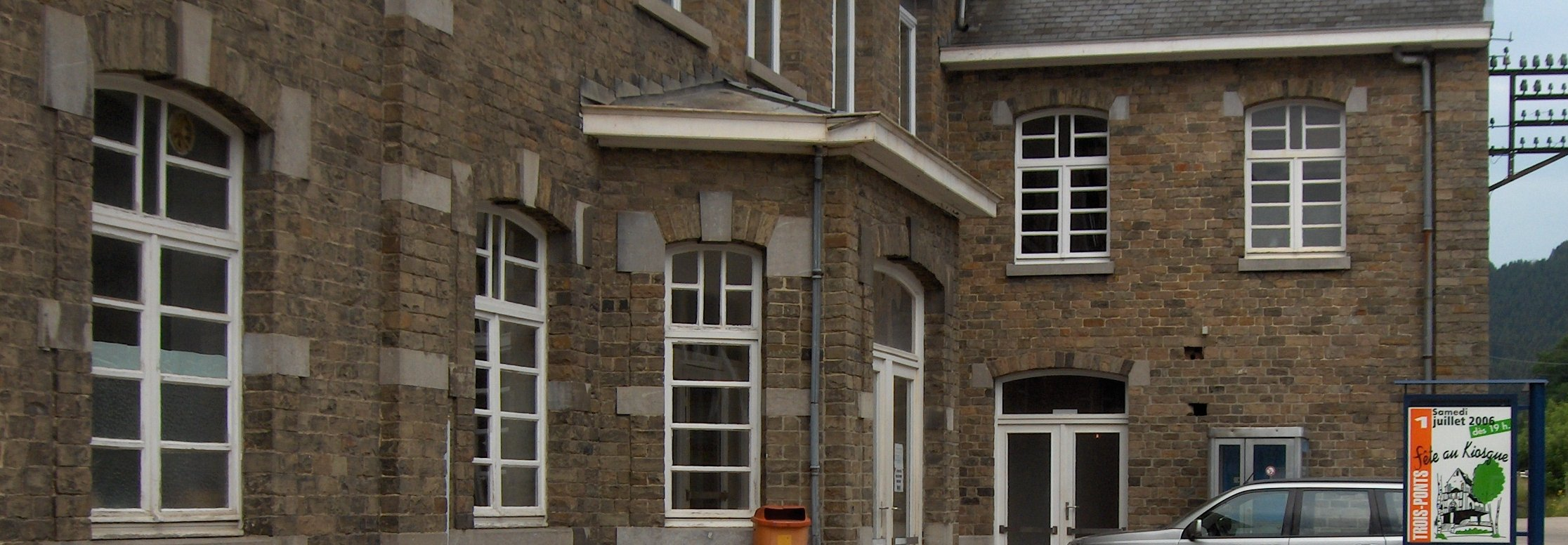
Stationsgebouw (2007)

## Reizigerstellingen
De grafiek en tabel geven het gemiddeld aantal instappende reizigers weer op een week-, zater- en zondag.
| Tabel: aantal instappende reizigers station Trois-Ponts | Tabel: aantal instappende reizigers station Trois-Ponts | Tabel: aantal instappende reizigers station Trois-Ponts | Tabel: aantal instappende reizigers station Trois-Ponts |
|                                                         | Weekdag                                                 | Zaterdag                                                | Zondag                                                  |
| ------------------------------------------------------- | ------------------------------------------------------- | ------------------------------------------------------- | ------------------------------------------------------- |
| 1977                                                    | 283                                                     | 114                                                     | 188                                                     |
| 1978                                                    | 280                                                     | 130                                                     | 162                                                     |
| 1979                                                    | 262                                                     | 140                                                     | 221                                                     |
| 1980                                                    | 297                                                     | 122                                                     | 190                                                     |
| 1981                                                    | 240                                                     | 138                                                     | 215                                                     |
| 1982                                                    | 252                                                     | 94                                                      | 121                                                     |
| 1983                                                    | 205                                                     | 128                                                     | 174                                                     |
| 1984                                                    | 200                                                     | 78                                                      | 164                                                     |
| 1985                                                    | 209                                                     | 109                                                     | 200                                                     |
| 1986                                                    | 138                                                     | 123                                                     | 210                                                     |
| 1987                                                    | 156                                                     | 107                                                     | 271                                                     |
| 1988                                                    | 153                                                     | 87                                                      | 197                                                     |
| 1989                                                    | 154                                                     | 152                                                     | 258                                                     |
| 1990                                                    | 155                                                     | 123                                                     | 192                                                     |
| 1991                                                    | 202                                                     | 97                                                      | 223                                                     |
| 1992                                                    | 196                                                     | 147                                                     | 215                                                     |
| 1993                                                    | 199                                                     | 110                                                     | 217                                                     |
| 1994                                                    | 216                                                     | 108                                                     | 203                                                     |
| 1995                                                    | 192                                                     | 124                                                     | 194                                                     |
| 1996                                                    | 165                                                     | 186                                                     | -                                                       |
| 1997                                                    | 181                                                     | 77                                                      | -                                                       |
| 1998                                                    | 156                                                     | 113                                                     | 147                                                     |
| 1999                                                    | 270                                                     | 280                                                     | 260                                                     |
| 2000                                                    | 124                                                     | 76                                                      | 144                                                     |
| 2001                                                    | 95                                                      | 70                                                      | 105                                                     |
| 2002                                                    | 112                                                     | 90                                                      | 152                                                     |
| 2003                                                    | 154                                                     | 68                                                      | 164                                                     |
| 2004                                                    | 130                                                     | 91                                                      | 126                                                     |
| 2005                                                    | 132                                                     | 98                                                      | 132                                                     |
| 2006                                                    | 152                                                     | 83                                                      | 157                                                     |
| 2007                                                    | 143                                                     | 100                                                     | 170                                                     |
| 2008                                                    | -                                                       | -                                                       | -                                                       |
| 2009                                                    | 150                                                     | 81                                                      | 159                                                     |
| 2010                                                    | -                                                       | -                                                       | -                                                       |
| 2011                                                    | -                                                       | -                                                       | -                                                       |
| 2012                                                    | 165                                                     | 82                                                      | 275                                                     |
| 2013                                                    | 184                                                     | 108                                                     | 205                                                     |
| 2014                                                    | 190                                                     | 92                                                      | 152                                                     |
| 2015                                                    | 165                                                     | 89                                                      | 119                                                     |
| 2016                                                    | 190                                                     | 73                                                      | 210                                                     |
| 2017                                                    | 161                                                     | 106                                                     | 155                                                     |
| 2018                                                    | 177                                                     | 72                                                      | 165                                                     |
| 2019                                                    | 154                                                     | 113                                                     | 213                                                     |
| 2020                                                    | 146                                                     | 79                                                      | 124                                                     |
| 2021                                                    | -                                                       | -                                                       | -                                                       |
| 2022                                                    | 238                                                     | 154                                                     | 219                                                     |
| 2023                                                    | 246                                                     | 258                                                     | 198                                                     |
| 2024                                                    | 283                                                     | 221                                                     | 541                                                     |

0,0: Rivage ·
0,9: Liotte ·
5,7: Martinrive ·
8,2: Aywaille ·
11,4: Remouchamps ·
13,4: Nonceveux ·
17,0: Quarreux ·
19,0: Lorcé-Chevron ·
21,4: Stoumont ·
27,4: La Gleize ·
30,4: Roanne-Coo ·
32,6: Coo ·
34,8: Trois-Ponts ·
40,7: Grand-Halleux ·
45,7: Rencheux ·
46,7: Vielsalm ·
48,3: Salmchâteau ·
51,4: Cierreux ·
54,2: Bovigny ·
58,1: Gouvy
0,0: Waimes ·
7,8: Malmedy ·
10,9: Meiz ·
12,0: Masta ·
17,1: Stavelot ·
22,1: Trois-Ponts